# Simarouba glauca
Espèce
Statut de conservation UICN

 LC  : Préoccupation mineure
Simarouba glauca est une espèce de plantes à fleurs de la famille des Simaroubaceae.
C'est un arbre originaire de  Floride, d'Amérique du Sud, et des Caraïbes. 

## Description
Simarouba glauca mesure 12 à 15 m de haut et a une envergure de 7,6 à 9,1 m. Il porte des fleurs jaunes et des fruits charnus ovales allongés et violets.

## Répartition et habitat
Ce taxon se rencontre dans les pays suivants : Bahamas, Belize, Costa Rica, Cuba, Guatemala, Mexique, Panama, Salvador, États-Unis.
L'arbre est bien adapté aux régions chaudes, humides et tropicales. Sa culture dépend de la répartition des précipitations, de la capacité de rétention d'eau du sol et de l'humidité du sous-sol. Il convient à une plage de températures allant de 10 à 40 C°, et peut pousser à des altitudes allant du niveau de la mer à 1 000 m.

## Culture
Il peut être propagé à partir de graines, de greffes et de la technologie de culture tissulaire. Les fruits sont récoltés en avril et mai, lorsqu'ils sont mûrs, puis séchés au soleil pendant environ une semaine. La peau est séparée et les graines sont cultivées dans des sacs en plastique pour produire des jeunes arbres. Les jeunes arbres âgés de 2 à 3 mois peuvent être transplantés dans une plantation.

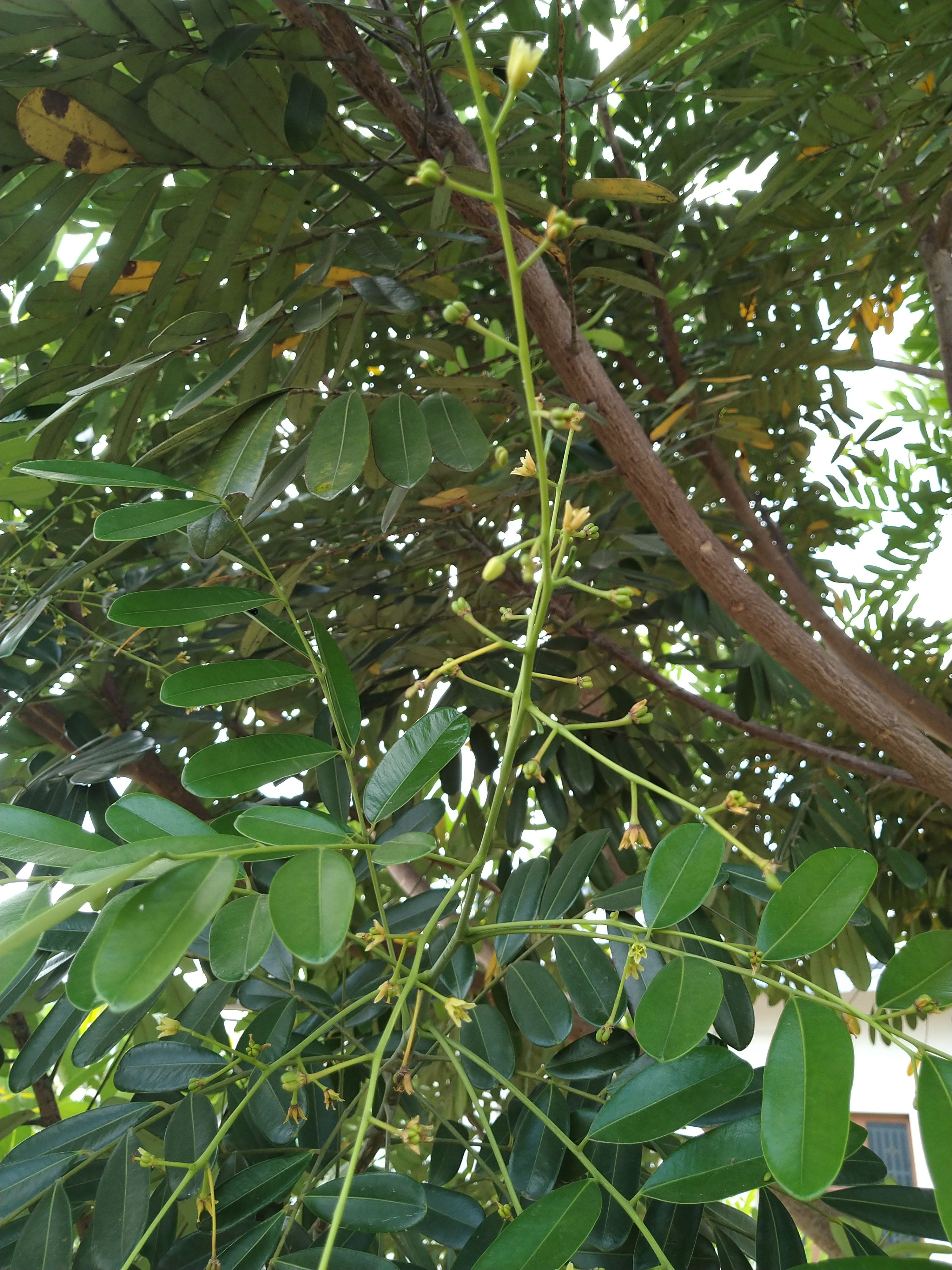
Fleurs

## Utilisations
Le bois est généralement résistant aux insectes et est utilisé dans la préparation de meubles de qualité, de jouets, d'allumettes et comme pâte à papier (dans la fabrication du papier). Il peut également être utilisé à des fins industrielles dans la fabrication de biocarburant, de savons, de détergents, de lubrifiants, de vernis, de cosmétiques et de produits pharmaceutiques.

### Possibilités de propriétés médicinales
Alors que des recherches sont en cours, les autorités ont affirmé que le « Simarouba » était efficace pour traiter certaines maladies, mais il n'y a pas suffisamment de preuves L'arbre est utilisé pour soigner la diarrhée, le paludisme, l'œdème, la fièvre et les maux d'estomac. Connus en Inde sous le nom de « Lakshmi Taru », les extraits de certaines parties de l'arbre sont réputés posséder de puissantes propriétés anticancéreuses. Cependant, à ce jour, aucune recherche systématique utilisant des substances phytochimiques isolées de Simarouba glauca n'a été menée pour explorer les mécanismes moléculaires conduisant à la mort des cellules cancéreuses.[citation nécessaire] Les extraits de Simarouba sont connus pour n'être efficaces que sur des types spécifiques de lignées cellulaires cancéreuses humaines et les tests effectués étaient in vitro. Le fait que le même effet soit observé dans des conditions in vivo dépend de la biodisponibilité et de la bioaccessibilité;[citation nécessaire] par conséquent, l'utilisation de Simarouba comme traitement alternatif du cancer n'a pas encore été prouvée.

## Impact environnemental
L'arbre forme un système racinaire bien développé et un couvert végétal dense qui préserve efficacement de l'érosion du sol. Il soutient la vie microbienne du sol et améliore les réserves des eaux souterraines. En plus de convertir l'énergie solaire en énergie biochimique tout au long de l'année, cet arbre empêche la surchauffe de la surface du sol, en particulier pendant l'été. La plantation à grande échelle dans les friches facilite la remise en état de ces dernières, convertit le dioxyde de carbone atmosphérique accumulé en oxygène et contribue à la réduction de l'effet de serre ou du réchauffement de la planète.

## Systématique
Le nom correct complet (avec auteur) de ce taxon est Simarouba glauca DC..
Il est dénommé en anglais paradise-tree, dysentery-bark ou bitterwood. 

### Synonymes
Simarouba glauca a pour synonymes :
- Quassia glauca (DC.) Spreng.
- Quassia simarouba L.fil.
- Simarouba glauca var. typica Cronquist
- Simarouba medicinalis Endl.
- Simarouba officinalis f. glabra Krug & Urb.
- Simarouba officinalis DC.
- Simarouba officinalis Macfad.
- Simaruba glauca DC.

### Liste des variétés
Selon GBIF (11 décembre 2024) :
- Simarouba glauca var. glauca
- Simarouba glauca var. latifolia Cronquist